# فياتشيسلاف كوزنيتسوف (ملحن)
فياتشيسلاف كوزنيتسوف هو ملحن بيلاروسي، ولد في 15 يونيو 1955.